# Kinosternon acutum
La tartaruga del fango di Tabasco (Kinosternon acutum Gray, 1831) è una specie di tartaruga appartenente alla famiglia dei Kinosternidi, originaria dell'America centrale.

## Descrizione
La specie presenta un carapace a cupola con una singola carena mediana vertebrale. Nei giovani esemplari possono essere presenti due carene costali accennate. La lunghezza del carapace può raggiungere i 120 mm. Il piastrone è dotato di due cerniere attive, che consentono una chiusura totale del guscio. Le femmine sono molto più grandi dei maschi. Il capo è grande, con un becco prominente e una mascella uncinata. Sono presenti due barbigli nella zona mentoniera. Le zampe sono poco palmate. La colorazione del carapace varia dal bruno chiaro al nero, mentre il piastrone può essere arancio chiaro o marrone chiaro. L'iride è rosacea. L'alimentazione è onnivora e generalista: si nutre di molluschi, crostacei e piccoli pesci, sia vivi che morti, ma anche di vegetali e frutta caduta in acqua. Si tratta di una specie elusiva e timorosa, che trascorre molto tempo a terra, spesso interrandosi. È più attiva all'alba e al crepuscolo. Queste tartarughe sono abbastanza aggressive e non tollerano la convivenza con altri individui in spazi ristretti. Le femmine possono riprodursi tutto l'anno, depongono un solo uovo per covata, che si schiude dopo circa quattro mesi. I piccoli misurano solo 16-20 mm di lunghezza alla nascita..

## Distribuzione e habitat
La specie è segnalata in Messico, dal centro di Veracruz alle pianure di Tabasco, e nella parte settentrionale di Belize e Guatemala. Vive in diversi tipi di raccolte d'acqua, dalle ampie lagune alle piccole pozze, con o senza vegetazione acquatica. È considerata localmente comune.

## Conservazione
Non è inclusa in CITES, ma il suo prelievo ed esportazione sono regolamentati in Messico.